# Ortignano Raggiolo
Ortignano Raggiolo è un comune italiano di 821 abitanti della provincia di Arezzo nato nel 1873 dalla fusione dei due precedenti comuni di Ortignano e Raggiolo.
Il toponimo è attestato per la prima volta nel 1247 e deriva probabilmente da un nome di persona romano Hortinius, mentre Raggiolo è attestato nel 967 come Ragiola e deriva dal latino radius con significato di "linea di confine".

## Geografia fisica
Il comune si trova stretto tra le colline toscane, sulle quali si erge il Pratomagno, amministrativamente appartenente al comune confinante di Loro Ciuffenna. Esso è solcato dal torrente Teggina, che confluisce nell'Arno al confine con il comune di Bibbiena, ed ha solo un affluente, l'ancor più piccolo torrente Barbozzaia, oltre a centinaia di fossi più o meno grandi che discendono dal Pratomagno, che alimenta il Mulino di Morino, recentemente ristrutturato nella frazione di Raggiolo come memoria dei mulini ottocenteschi che diedero sostentamento al paese.
- Classificazione sismica: zona 2 (sismicità medio-alta), Ordinanza PCM 3274 del 20/03/2003
- Classificazione climatica: zona E, 2377 GR/G
- Diffusività atmosferica: alta, Ibimet CNR 2002

### Clima
Ecco le temperature medie della stazione meteo, situata nella frazione di Ortignano:
| Ortignano          | Gen  | Feb  | Mar  | Apr  | Mag  | Giu  | Lug  | Ago  | Set  | Ott  | Nov  | Dic  |
| ------------------ | ---- | ---- | ---- | ---- | ---- | ---- | ---- | ---- | ---- | ---- | ---- | ---- |
| T. max. media (°C) | 9,8  | 10,5 | 13,9 | 18,1 | 22,6 | 27,0 | 30,8 | 30,5 | 26,9 | 21,3 | 15,5 | 10,9 |
| T. min. media (°C) | -2,3 | -1,8 | 0,9  | 4,0  | 7,3  | 10,2 | 12,7 | 12,5 | 9,9  | 6,0  | 2,1  | -1,1 |

## Storia

### Simboli
Lo stemma del Comune di Ortignano Raggiolo è stato concesso con decreto del presidente della Repubblica del 4 novembre 1965.
Lo stemma di Ortignano Raggiolo affianca gli emblemi dei precedenti municipi, con alcune variazioni: nella prima partizione, relativa a Ortignano, il leone è privo della fascia inquartata decussata d'argento e di rosso, blasone dei conti Guidi; quella relativa a Raggiolo, lo stesso inquartato è trasformato in una clessidra rossa in campo argento, e i plinti della famiglia Tarlati sono rappresentati come un vero e proprio muro.
Il gonfalone è un drappo partito di rosso e di bianco.

## Monumenti e luoghi d'interesse

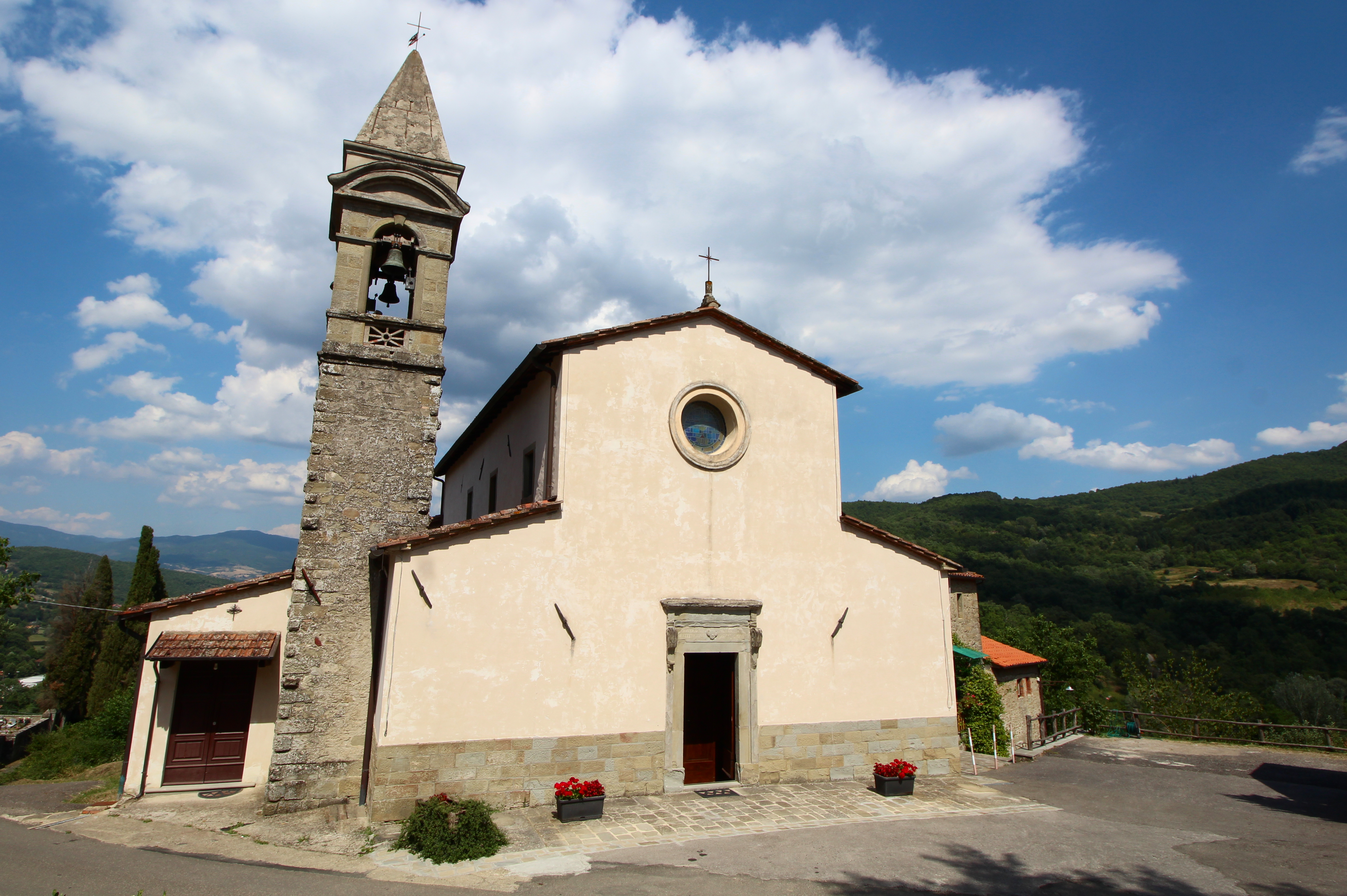
Chiesa di Ortignano

- Chiesa dei Santi Margherita e Matteo ad Ortignano.
- Chiesa di San Michele a Raggiolo.
- Chiesa di Sant'Antonio, detta anche Badia a Tega.
- Chiesa di San Piero in Frassino: in una frazione del comune, la chiesa ottocentesca conserva una pala di Pier Dandini raffigurante la Madonna del Rosario e santi, forse degli anni settanta del Seicento, che presenta evidenti componenti cortonesche unite ad un impasto pittorico acceso di origine veneta.[6]

## Società

### Evoluzione demografica
Abitanti censiti

### Etnie e minoranze straniere
Secondo i dati ISTAT al 31 dicembre 2015 la popolazione straniera residente era di 40 persone. Le nazionalità maggiormente rappresentate in base alla loro percentuale sul totale della popolazione residente erano:
- Romania 20 (2,28%)

## Cultura

### Musei
A Raggiolo si trova il Museo della Castagna che mostra tutte le fasi di raccolta e trasformazione di quello che nel passato era un vero e proprio sostituto del pane. Il museo prevede una parte principalmente didattica, attraverso i vari ambienti, e una laboratoriale, in cui si possono manipolare gli ingredienti scoperti precedentemente.
Il borgo di Raggiolo dal 2015 è annoverato tra i borghi più belli d'Italia. Le strade di Raggiolo si percorrono solo a piedi; il borgo accoglie un albergo diffuso e un ristorante. È principalmente una meta turistica, frequentata soprattutto in estate.

## Amministrazione
Di seguito è presentata una tabella relativa alle amministrazioni che si sono succedute in questo comune.
| Periodo         | Periodo          | Primo cittadino     | Partito                                                        | Carica                    | Note  |
| --------------- | ---------------- | ------------------- | -------------------------------------------------------------- | ------------------------- | ----- |
| 24 giugno 1988  | 7 giugno 1993    | Fabio Mannuccini    | Partito Democratico della Sinistra, Partito Comunista Italiano | Sindaco                   | [ 8 ] |
| 7 giugno 1993   | 28 aprile 1997   | Ivano Versari       | Partito Democratico della Sinistra                             | Sindaco                   | [ 8 ] |
| 28 aprile 1997  | 14 maggio 2001   | Ivano Versari       | centro-sinistra                                                | Sindaco                   | [ 8 ] |
| 14 maggio 2001  | 30 maggio 2006   | Fiorenzo Pistolesi  | centro-sinistra                                                | Sindaco                   | [ 8 ] |
| 30 maggio 2006  | 16 maggio 2011   | Fiorenzo Pistolesi  | centro-sinistra                                                | Sindaco                   | [ 8 ] |
| 16 maggio 2011  | 5 giugno 2016    | Ivano Versari       | lista civica Uniti per Ortignano Raggiolo                      | Sindaco                   | [ 8 ] |
| 5 giugno 2016   | 13 novembre 2018 | Fiorenzo Pistolesi  | lista civica Uniti per Ortignano Raggiolo                      | Sindaco                   |       |
| 3 dicembre 2018 | 27 maggio 2019   | Lorenzo Abbamondi   | -                                                              | commissario straordinario |       |
| 27 maggio 2019  | in carica        | Emanuele Ceccherini | lista civica Ortignano Raggiolo adesso                         | Sindaco                   |       |

### Gemellaggi
Nel 2023 è stato firmato un patto d'amicizia con la città di Grosseto.